# Gardehusarkasernen i Slagelse
Gardehusarkasernen (tidligere Antvorskov Kaserne) er en fungerende kaserne ved Slagelse, etableret 1969. Kasernen er tegnet i en modernistisk stil af arkitekt Holger Sørensen fra Forsvarets Bygningstjeneste.
Kasernen blev oprindeligt opført 1972-74 som søsterkaserne til Skive Kaserne med en central bygning (centerbygning), kommandobygning, indkvarteringsbygninger samt enhedsbygninger. Efter færdiggørelsen blev Sjællandske Livregiments (i dag Gardehusarregimentet) enheder (tidligere 4. regiment) i 1975 overført fra Slagelse og Roskilde kaserner (stabskompagni), samt en panserbataljon fra Næstved Kaserne.
I forbindelse med forsvarsforliget i 1984, blev den stående panserinfanteribataljon nedlagt og videreført som værnepligtsbataljon, ligesom panserbataljonens stående panserinfanterikompagni blev værnepligtigt. I 1994 blev panserbataljonens kampvogne (Centurion mrk. III) udskiftet med Leopard I A5, og var således det første regiment på Sjælland med Leopardkampvogne.
Sjællandske Livregiment blev i 2001 en del af Gardehusarregimentet, der fortsat har til huse på kasernen, som i dag også er hjemsted for Køreskole Sjælland.

## Våbenrøveriet
Natten mellem den 3. januar og 4. januar 2009 begik tre maskerede og bevæbnede mænd røveri mod kasernen. De indfandt sig i vagtreceptionen og tiltvang sig adgang til et våbenlager. Vagterne blev bagbundet, hvorpå røverne flygtede i en tidligere stjålet bil med i alt 201 våben samt ammunitionskasser med bl.a. bundstykker til våbenene.
Et fiktivt våbenrøveri var før også skildret i den svenske forfatter Thomas Kangers roman Terror uden ansigt fra 2006.
I denne roman erobrer terrorister ti Leopardkampvogne fra Kasernen som de kører til Korsør hvor de besætter byen.